# Ellington '66
| Recensione | Giudizio |
| ---------- | -------- |
| AllMusic   |          |

Ellington '66 è un album discografico del musicista e compositore jazz Duke Ellington, pubblicato nel 1965 dalla Reprise Records. Si tratta di una raccolta di incisioni di brani popolari arrangiati da Ellington e Billy Strayhorn, una formula già sperimentata nel precedente Ellington '65 (1965). L'album ha vinto un Grammy Award nella categoria Best Instrumental Jazz Performance – Large Group or Soloist with Large Group.

## Tracce
1. Red Roses for a Blue Lady (Sid Tepper, Roy C. Bennett) – 3:40
2. Charade (Henry Mancini, Johnny Mercer) – 2:40
3. People (Jule Styne, Bob Merrill) – 3:22
4. All My Loving (John Lennon, Paul McCartney) – 3:26
5. A Beautiful Friendship (Stanley Styne, Donald Kahn) – 2:47
6. I Want to Hold Your Hand (Lennon, McCartney) – 2:04
7. Days of Wine and Roses (Mancini, Mercer) – 3:23
8. I Can't Stop Loving You (Don Gibson) – 3:57
9. The Good Life (Sacha Distel, Jack Reardon) – 3:16
10. Satin Doll (Ellington, Mercer, Billy Strayhorn) – 2:31
11. Moon River (Mancini, Mercer) – 2:42
12. Ellington '66 (Ellington) – 2:34

## Formazione
- Duke Ellington – pianoforte
- Cat Anderson, Herb Jones, Cootie Williams – tromba
- Rolf Ericson – tromba (tracce 2, 3, 8 & 9)
- Ray Nance – tromba (tracce 1, 4–7 & 10–12)
- Mercer Ellington – tromba (tracce 4, 7, 10 & 11)
- Lawrence Brown, Buster Cooper – trombone
- Chuck Connors – trombone basso
- Jimmy Hamilton – clarinetto, sax tenore
- Johnny Hodges – sax contralto
- Russell Procope – sax contralto, clarinetto
- Paul Gonsalves, Harry Carney – sax tenore
- Peck Morrison – contrabbasso (tracce 2, 3, 8 & 9)
- John Lamb – basso (tracce 1, 4–7 & 10–12)
- Sam Woodyard – batteria